# Vuelta a Zamora
La Vuelta a Zamora es una carrera de ciclismo en ruta por etapas de categoría amateur (Elite y Sub-23) que se disputa anualmente en la provincia de Zamora (España) durante el mes de julio. Se celebró por primera vez en 1985 (celebrándose de forma ininterrumpida salvo en 1996), y es organizada por el Club Deportivo Escuela Ciclismo Zamora. El alma mater de la prueba, hasta su despedida en 2008, era Mariano Quevedo.
El presupuesto es financiado a partes iguales por la Diputación de Zamora y los patrocinadores de la carrera.
Entre los ciclistas que tras correr dicha prueba saltaron al campo profesional destaca Abraham Olano, ganador de una etapa de la edición de 1991.

## Palmarés
| Año  | Ganador                   | Segundo                   | Tercero                   |
| ---- | ------------------------- | ------------------------- | ------------------------- |
| 1985 | Belmiro Da Silva          | Laudelino Cubino          | Bjorn Bachman             |
| 1986 | José Pliego               | Alejandro Vázquez         | Fabián García             |
| 1987 | José Antonio Sánchez      | Federico García           | Juan Carlos Arribas       |
| 1988 | Pedro Merayo              | Luis Miguel Guerra        | José Luis Díaz            |
| 1989 | Rafael López              | Pedro Luis García         | Miguel A. Colmenero       |
| 1990 | Antonio Sánchez García    | José A. Mereciano         | Carlos A. Torres          |
| 1991 | Ignacio Duque             | Antonio Martín Velasco    | Iñigo González de Heredia |
| 1992 | José Manuel García        | Julio Coello              | Javier Pascual            |
| 1993 | José A. Ruiz              | Gabriel Martínez          | Juan Manuel Toribio       |
| 1994 | Claus Michael Møller      | Juan C. Martín            | Jon Carbayeda             |
| 1995 | Mikel Pradera             | Miguel Manteiga           | Juan C. Estrada           |
| 1996 | no se disputó             |                           |                           |
| 1997 | Mario Herraez             | David Martínez Morras     | Óscar Movilla             |
| 1998 | César García Calvo        | Alberto David Fernández   | Mario Herraez             |
| 1999 | Iban Mayo                 | Alexis Rodríguez          | Miguel Manteiga           |
| 2000 | Patxi Vila                | Sergio Pérez Gómez        | Alexis Rodríguez          |
| 2001 | Juan Manuel Fuentes       | Pedro Arreitunandia       | Gerardo García            |
| 2002 | Francisco Palacios        | Juan Pablo Magallanes     | Oleg Radinov              |
| 2003 | José Adrián Bonilla       | Alberto Martín            | Moisés Dueñas             |
| 2004 | Ignacio Sarabia           | Víctor Manuel Gómez       | Alexei Bougrov            |
| 2005 | Javier Sáez               | Juan José Abril           | Sergio Bernardo           |
| 2006 | Manuel Jiménez Ruiz       | David Gutiérrez Gutiérrez | Marconi Durán Montoya     |
| 2007 | David Gutiérrez Gutiérrez | Miguel Ángel Candil       | Juan Carlos Escamez       |
| 2008 | David Belda               | José de Segovia           | Raúl García de Mateos     |
| 2009 | Raúl Castaño              | Rafael Rodríguez Segarra  | Gustavo Rodríguez         |
| 2010 | Ángel Vallejo             | Raúl García de Mateos     | Moisés Dueñas             |
| 2011 | Antonio Olmo              | Israel Pérez              | Raúl García de Mateos     |
| 2012 | Moisés Dueñas             | Arkaitz Durán             | Miguel Ángel Benito       |
| 2013 | Ángel Vallejo             | Oleg Chuzhda              | Víctor Martín             |
| 2014 | José de Segovia           | Martín Lestido            | Imanol Estévez            |
| 2015 | Iván Martínez             | Miguel Gómez              | Sergio Rodríguez          |
| 2016 | Manuel Sola               | Miguel Burmann            | Sergio Rodríguez          |
| 2017 | Mauricio Moreira          | Antonio Gómez de la Torre | Freddy Ovett              |
| 2018 | Eusebio Pascual           | Pablo Guerrero            | Diego Noriega             |
| 2019 | Iván Moreno Sánchez       | Alejandro Ropero          | Martí Márquez             |
| 2020 | Josu Etxeberria           | Samuel Blanco             | Raúl García Pierna        |
| 2021 | Eugenio Sánchez           | Eduardo Pérez-Landaluce   | Víctor Etxeberria         |
| 2022 | Eric Fagúndez             | Mulu Hailemichael         | Javier Serrano            |
| 2023 | Sergio Chumil             | David Delgado             | Álvaro Sagrado Pérez      |
| 2024 | Maksym Bilyi              | Kade Kreikemeier          | Kellen Caldwell           |